# 青龍偃月刀

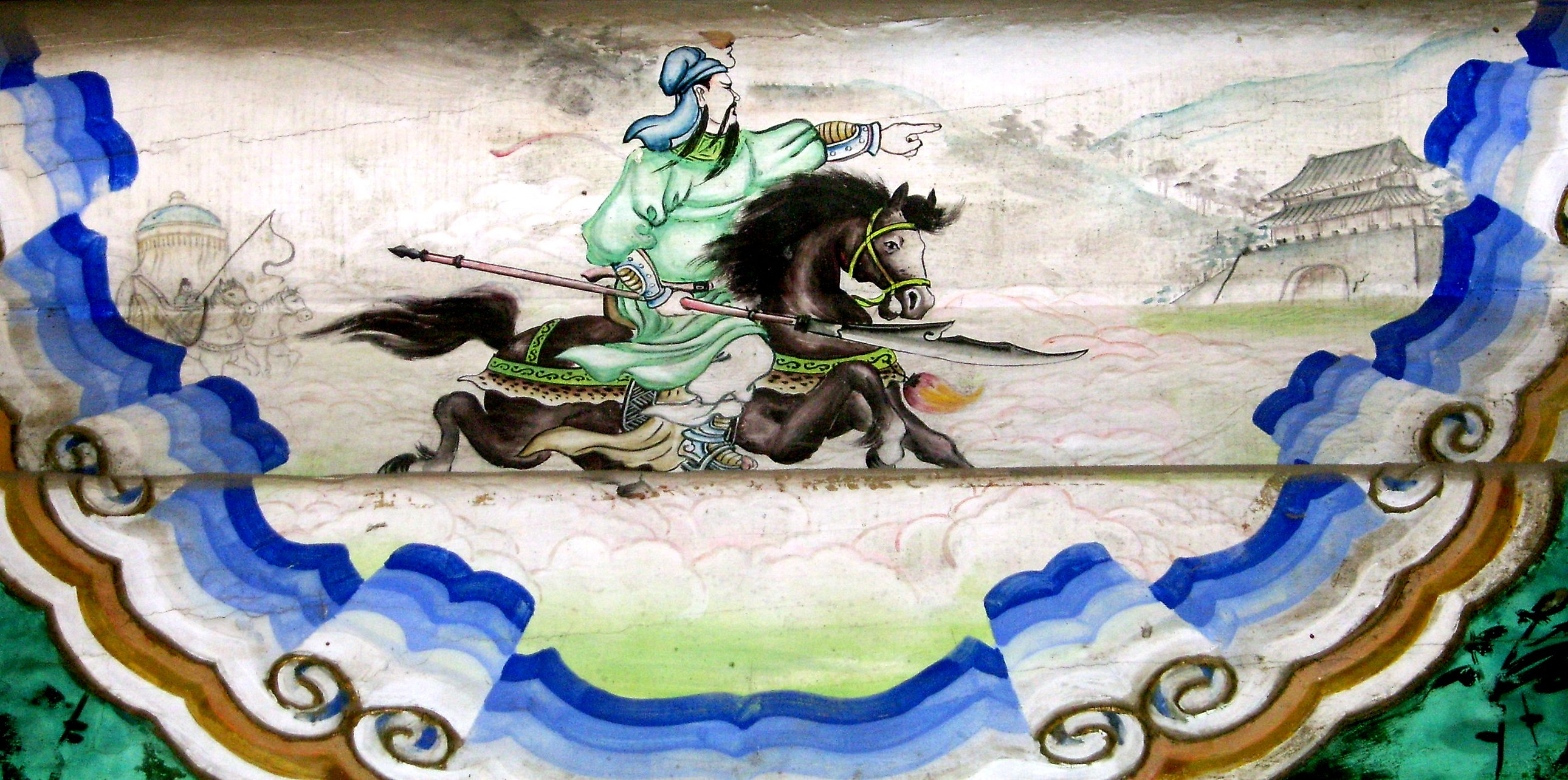
関羽と青龍偃月刀（頤和園・北京）

青龍偃月刀（せいりゅうえんげつとう）は、中国における大刀の一種。
名に「青龍」を冠するのは、刃の部分に青龍の装飾が施されているためである。

## 名称・形状
小説『三国志演義』において、武将の関羽が冷艶鋸（れいえんきょ）と呼ばれる青龍偃月刀を愛用していることから、関羽を象徴する武器であり、中国語では関刀（グアンダオ）という呼称もある。
長い柄の先に湾曲した刃を取り付けたものであるが、刃は幅広で大きくなっている。
柄の長さは刃の大きさに対してやや短めになっているが、これは（主に馬上で）片手での取り回しの良さを考慮したためである。
刃の大きさから分かる通りかなりの重量があるため、主に演舞や訓練用とされ、実戦で用いられることは少なかった。
なお日本では刃の形状が類似の柄の短い中国刀のことを青龍刀と言う場合があるが、これの中国での名称は柳葉刀であり誤用である。「青龍刀」という名称は本来「青龍偃月刀」の略称なので、青龍偃月刀とは別に青龍刀という武器が存在するわけではない。

## 歴史

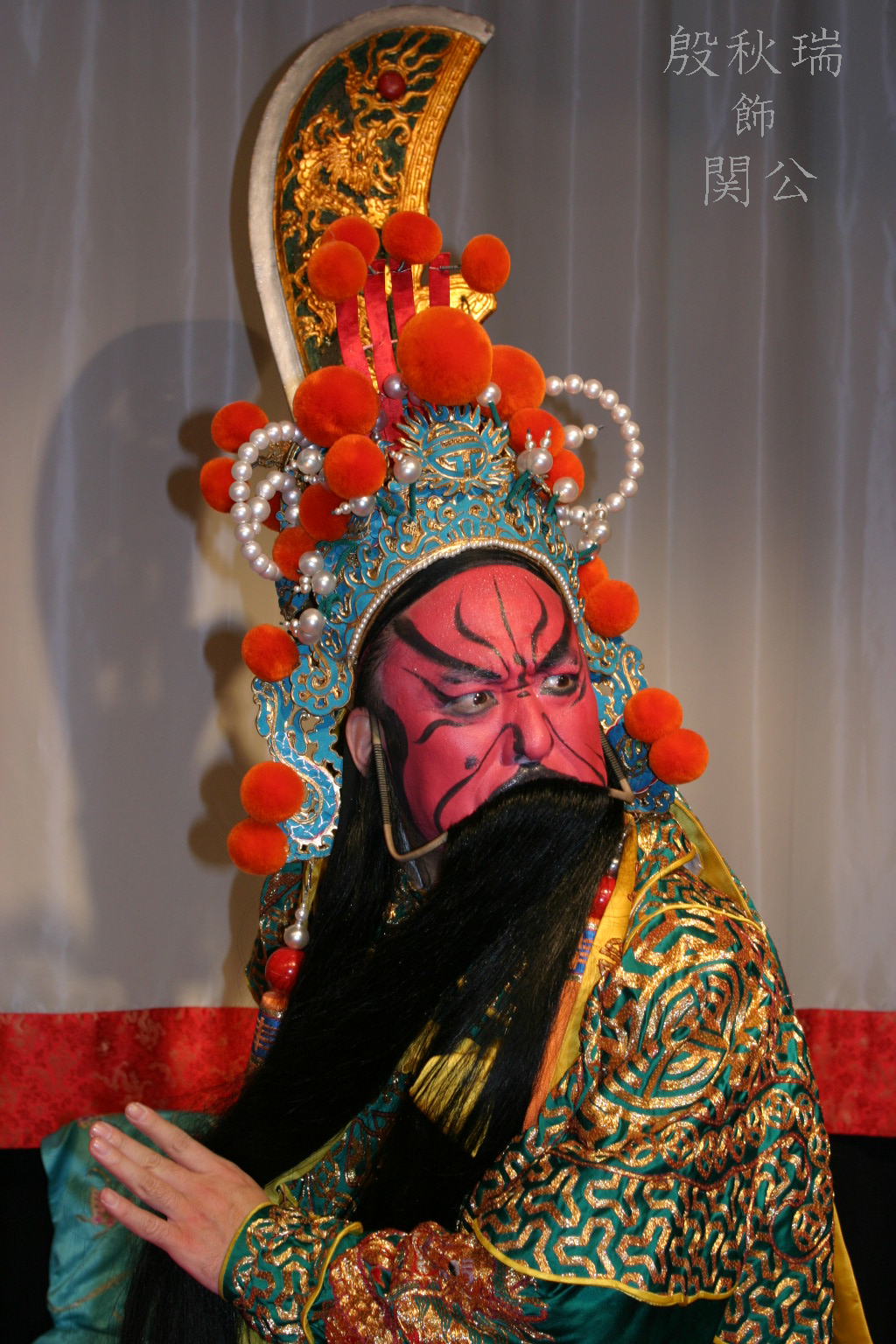
青龍偃月刀をもつ京劇の関羽（俳優は殷秋瑞）

『三国志演義』では、商人の張世平らから提供された鋼を用い、劉備たちとの挙兵時に村の鍛冶屋に作らせている。重さは八十二斤あった（後漢時代の度量衡計算では1斤＝222.4gで約18kg、三国志演義が成立した元末 - 明代では50kg弱）とされる。荊州陥落後、関羽は息子の関平や、周倉らと共に麦城に籠城したが、呂蒙らに捕らえられ親子ともども斬られた。青龍偃月刀はその後、関羽を捕らえた潘璋に孫権から褒美として与えられた。しかしその後、潘璋は関羽の子・関興に追われ、その途中で関羽の亡霊に出くわして驚いたところを関興に斬られた。こうして関興は青龍偃月刀を奪い返し、この武器は親から子へと受け継がれることとなった。
しかし青龍偃月刀と呼ばれる武器が出現したのは宋代以降であり、当然ながら関羽はこれを実際には使用しているはずもなく、陳寿の正史『三国志』にもこの刀は登場しない。なお、小説で義弟の張飛が用いたとされる蛇矛にいたっては明代以降の武具である。
なお、小説『水滸伝』では関羽の子孫とされる関勝が青龍偃月刀を用いたとされている。これは関勝が関羽の子孫であることを示す一種の記号的な存在であるとされ、別段この刀が活躍するわけでもない。関勝は正史『宋史』に登場する実在の人物だが、青龍偃月刀を用いたという記述はない。ただし大刀の名手であったのは事実である。